# Aasta Nielsen
Aasta Nielsen, född 29 september 1897 i Kristiania (nuvarande Oslo), död där 24 oktober 1975, var en norsk skådespelare.
Nielsen filmdebuterade 1920 i Tattar-Anna där hon spelade titelrollen. År 1921 spelade hon titelrollen i Jomfru Trofast och Felix syster Zazako i Felix. Hon var även verksam som teaterskådespelare.

## Filmografi
- 1920 – Tattar-Anna
- 1921 – Jomfru Trofast
- 1921 – Felix